# West Angelas Mine
West Angelas Mine är en gruva i Australien. Den ligger i regionen East Pilbara och delstaten Western Australia, omkring 1 000 kilometer norr om delstatshuvudstaden Perth. West Angelas Mine ligger 738 meter över havet.
Trakten runt West Angelas Mine är nära nog obefolkad, med mindre än två invånare per kvadratkilometer.. Det finns inga samhällen i närheten. 
Omgivningarna runt West Angelas Mine är i huvudsak ett öppet busklandskap. Genomsnittlig årsnederbörd är 512 millimeter. Den regnigaste månaden är januari, med i genomsnitt 214 mm nederbörd, och den torraste är augusti, med 1 mm nederbörd.